# Demonax amandus
Demonax amandus är en skalbaggsart som beskrevs av Holzschuh 1991. Demonax amandus ingår i släktet Demonax och familjen långhorningar. Inga underarter finns listade i Catalogue of Life.